# Liste von Schiffen der britischen Royal Navy
Die folgende Liste enthält die Schiffe der Royal Navy, Royal Fleet Auxiliary und des Royal Maritime Auxiliary Service (Stand: Oktober 2016). Ausgenommen sind kleine Landungs- und Patrouillenboote. Für ehemalige Schiffe der Royal Navy siehe Liste historischer Schiffe der Royal Navy. Die Schiffe tragen folgende Präfixe:
- HMS = His (bzw. Her) Majesty’s Ship
- RFA = Royal Fleet Auxiliary Service
- RMAS = Royal Maritime Auxiliary Service
- MV = Motor Vessel (Motorschiff)

## Royal Navy

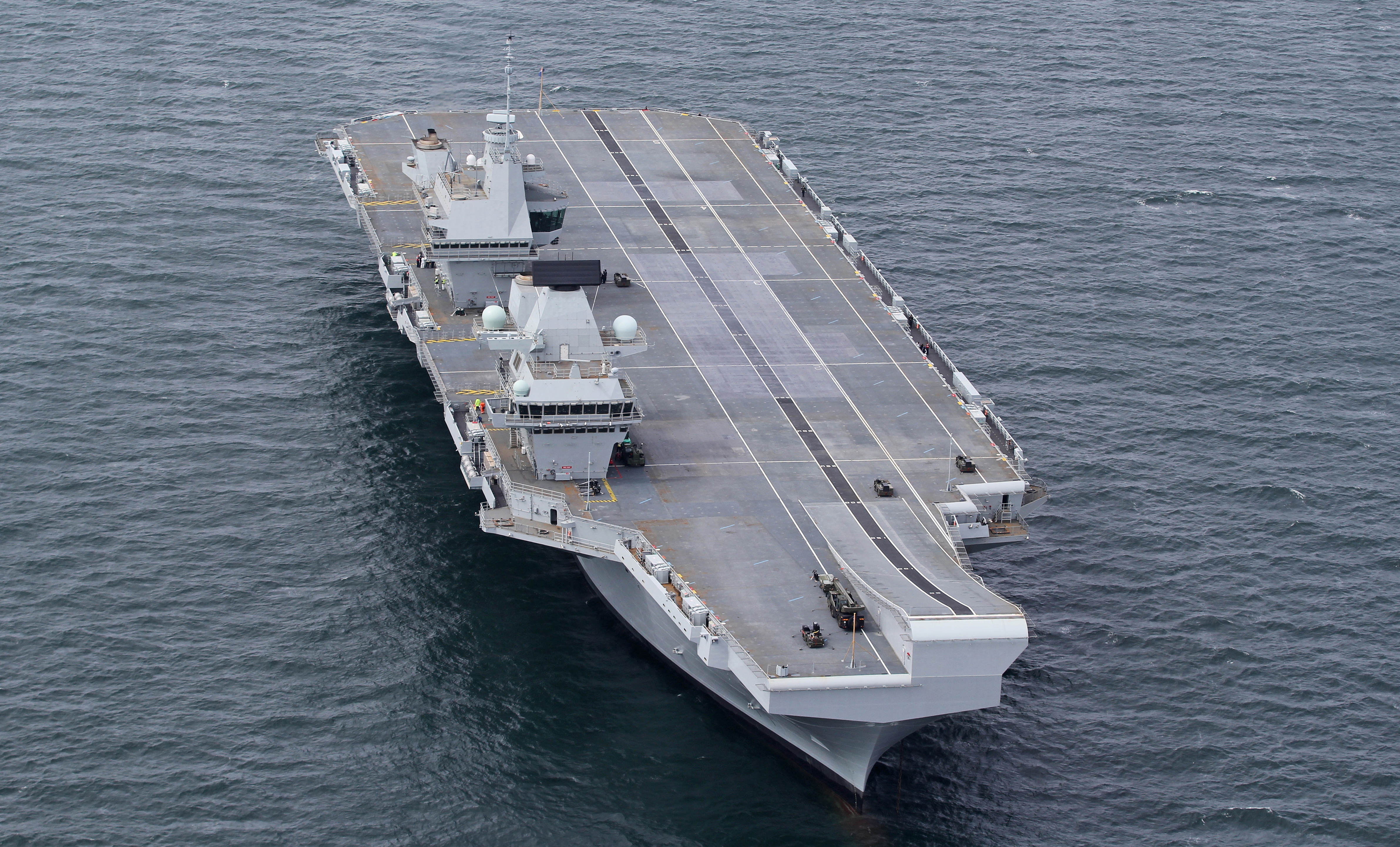
Die Queen Elizabeth

### Flugzeugträger

#### Queen-Elizabeth-Klasse
- Queen Elizabeth (R08)
- Prince of Wales (R09)

### Docklandungsschiffe

#### Albion-Klasse

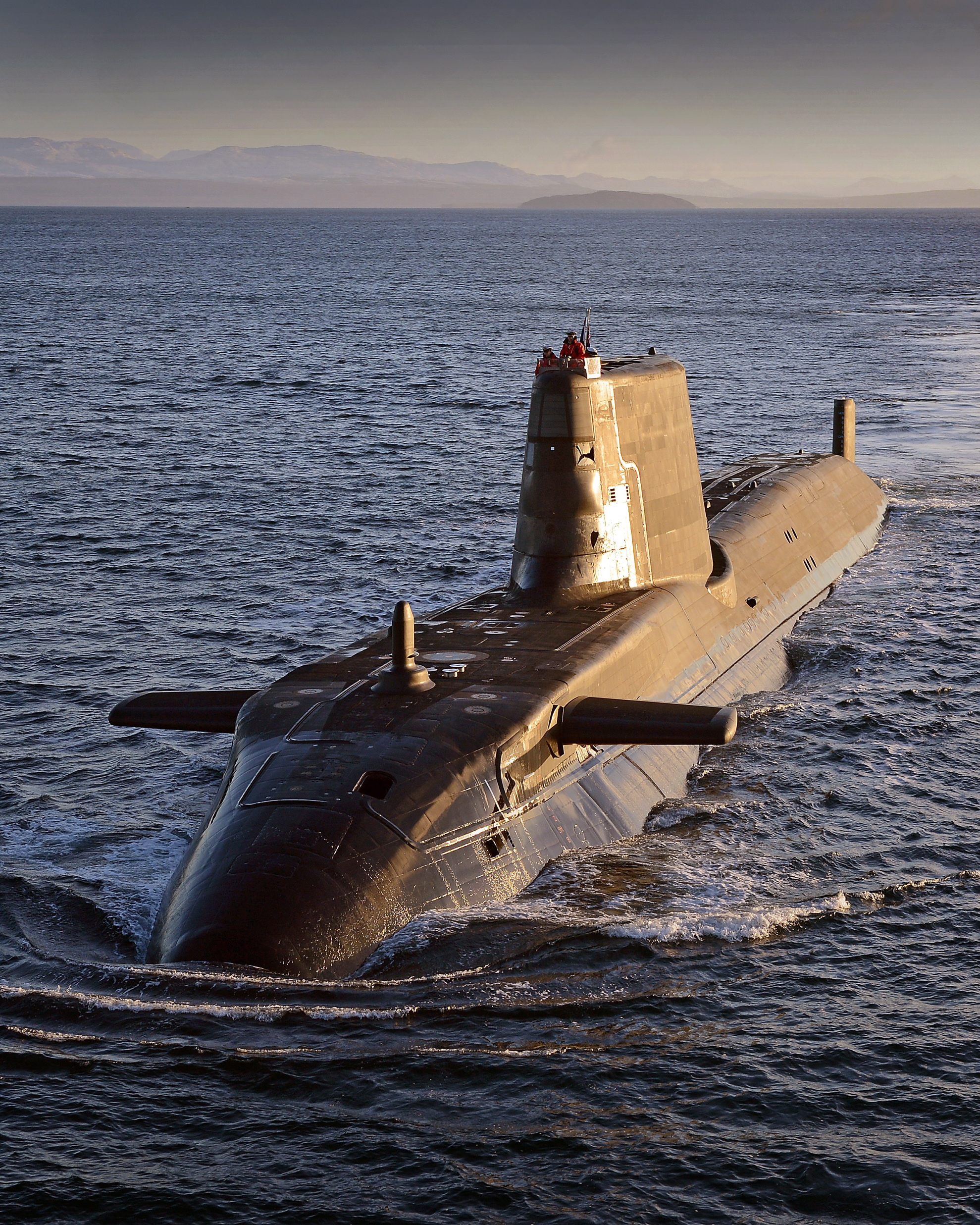
HMS Ambush

- Albion (L14)
- Bulwark (L15)

### Atom-U-Boote

#### SSNTrafalgar-Klasse
- HMS Triumph (S93)

#### SSBNVanguard-Klasse
- HMS Vanguard (S28)
- HMS Victorious (S29)
- HMS Vigilant (S30)
- HMS Vengeance (S31)

#### SSNAstute-Klasse
- Astute (S119)
- Ambush (S120)
- Artful (S121)
- Audacious (S122)
- Anson (S123)
- Agamemnon – im Bau
- Agincourt – im Bau

#### SSBNDreadnought-Klasse

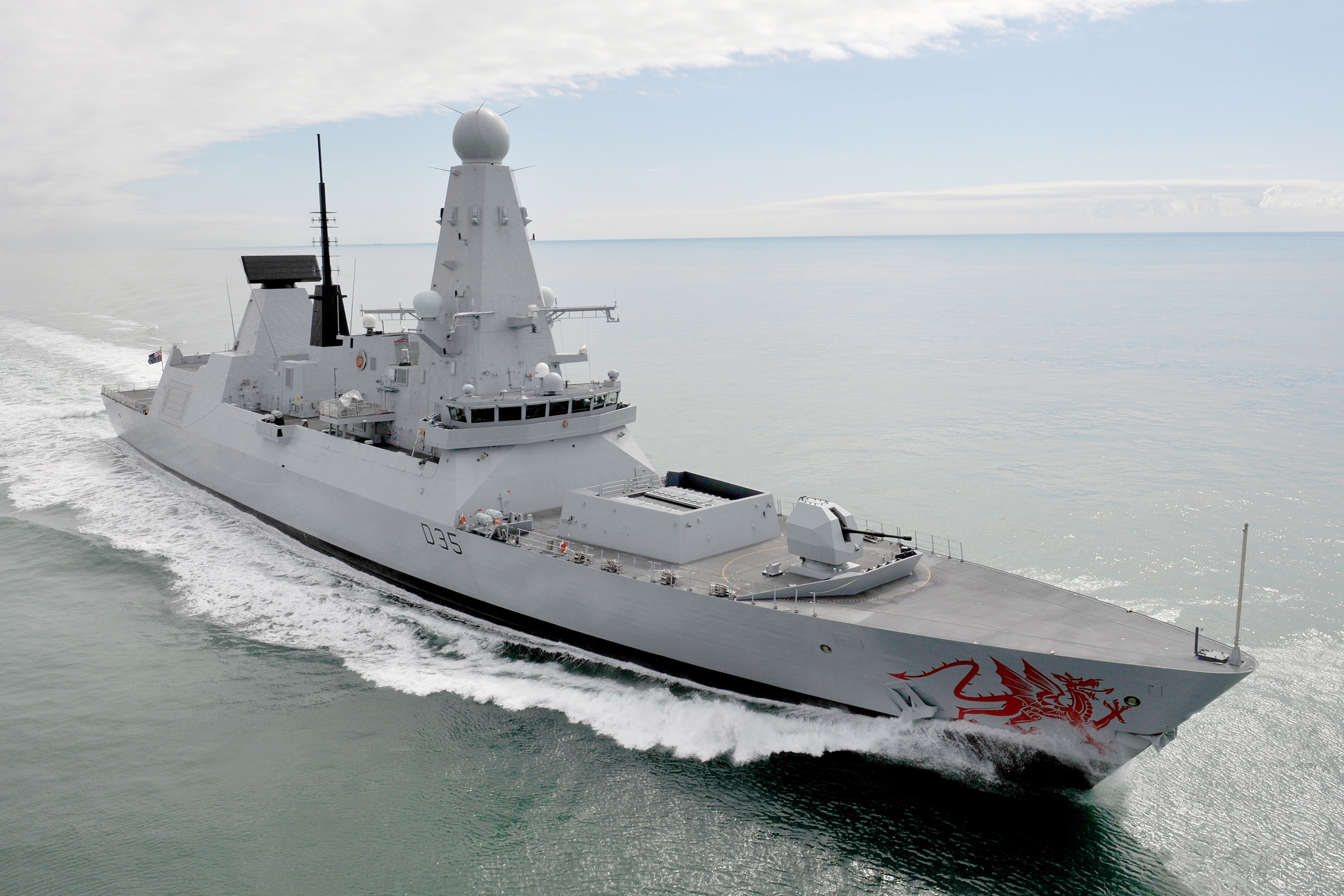
HMS Dragon

- HMS Dreadnought – im Bau
- HMS Valiant – im Bau
- HMS Warspite – im Bau

### Zerstörer

#### Type 45Daring-Klasse
- HMS Daring (D32)
- HMS Dauntless (D33)
- HMS Diamond (D34)
- HMS Dragon (D35)
- HMS Defender (D36)
- HMS Duncan (D37)

### Fregatten

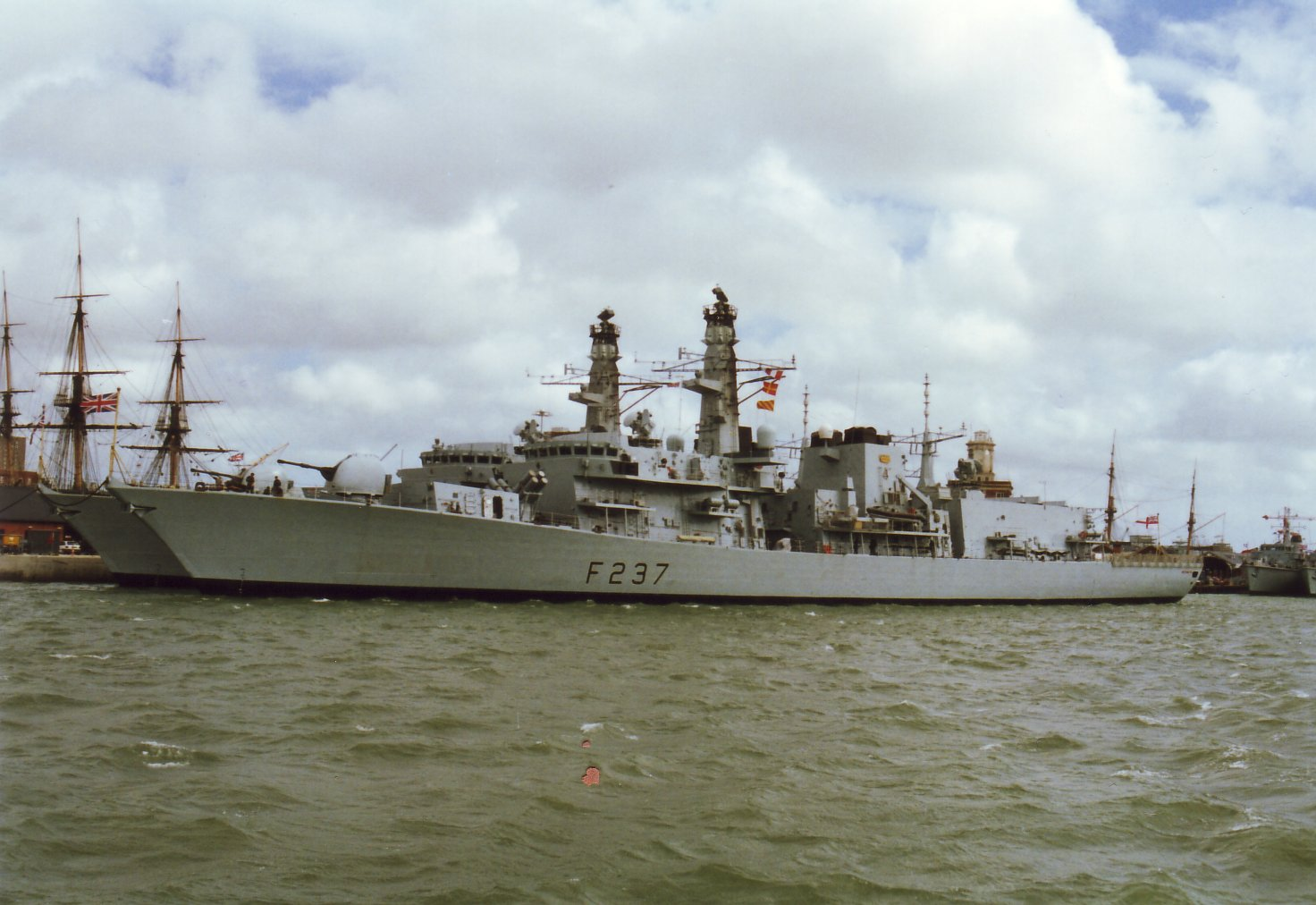
Fregatten HMS Westminster (vorne) und HMS Iron Duke

#### Type 23Duke-Klasse

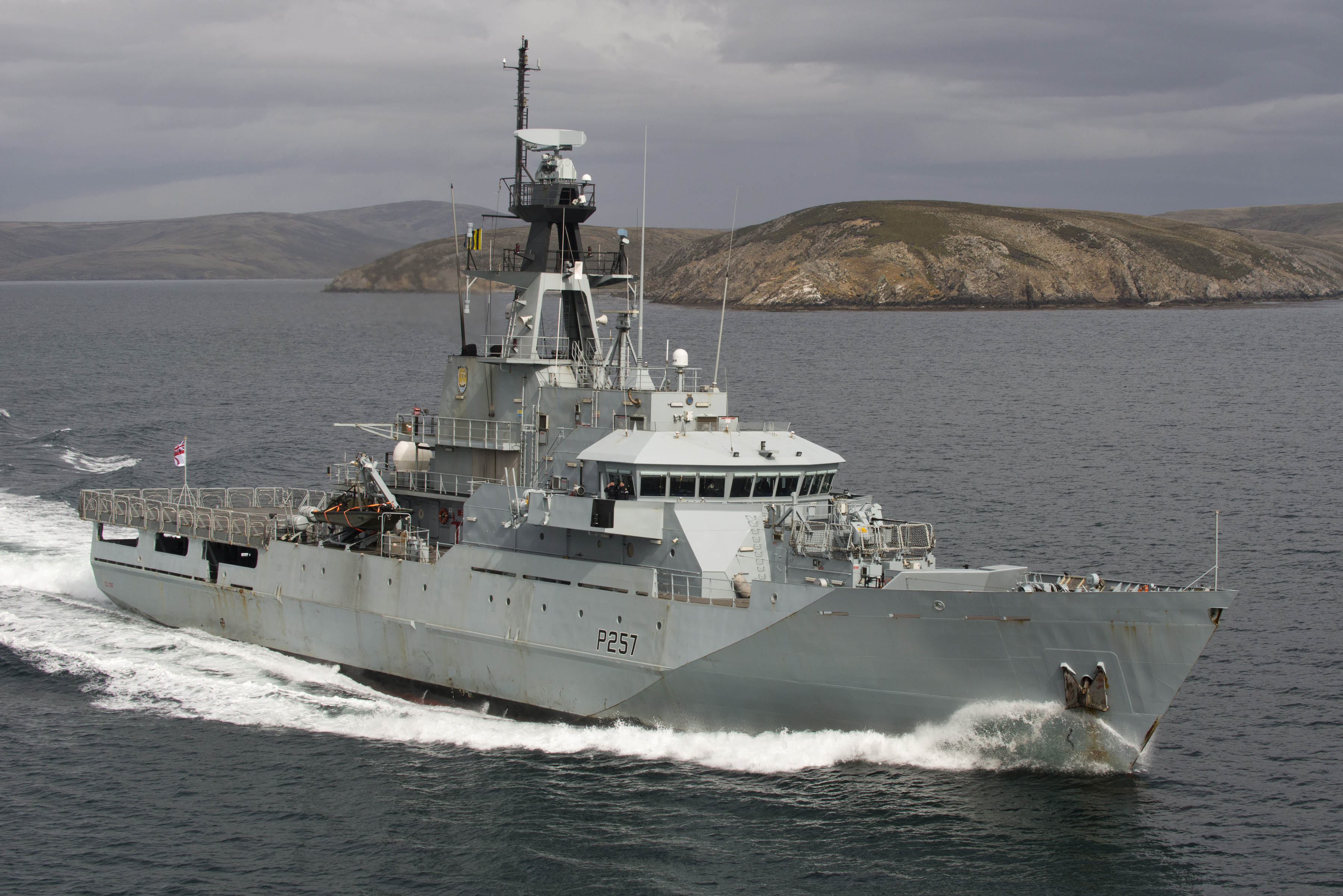
HMS Clyde

- HMS Argyll (F231)
- HMS Lancaster (F229)
- HMS Iron Duke (F234)
- HMS Monmouth (F235)
- HMS Montrose (F236)
- HMS Westminster (F237)
- HMS Northumberland (F238)
- HMS Richmond (F239)
- HMS Somerset (F82)
- HMS Sutherland (F81)
- HMS Kent (F78)
- HMS Portland (F79)
- HMS St Albans (F83)

### Hochseepatrouillenboote / Offshore Patrol Vessels (OPV's)

#### River-Klasse

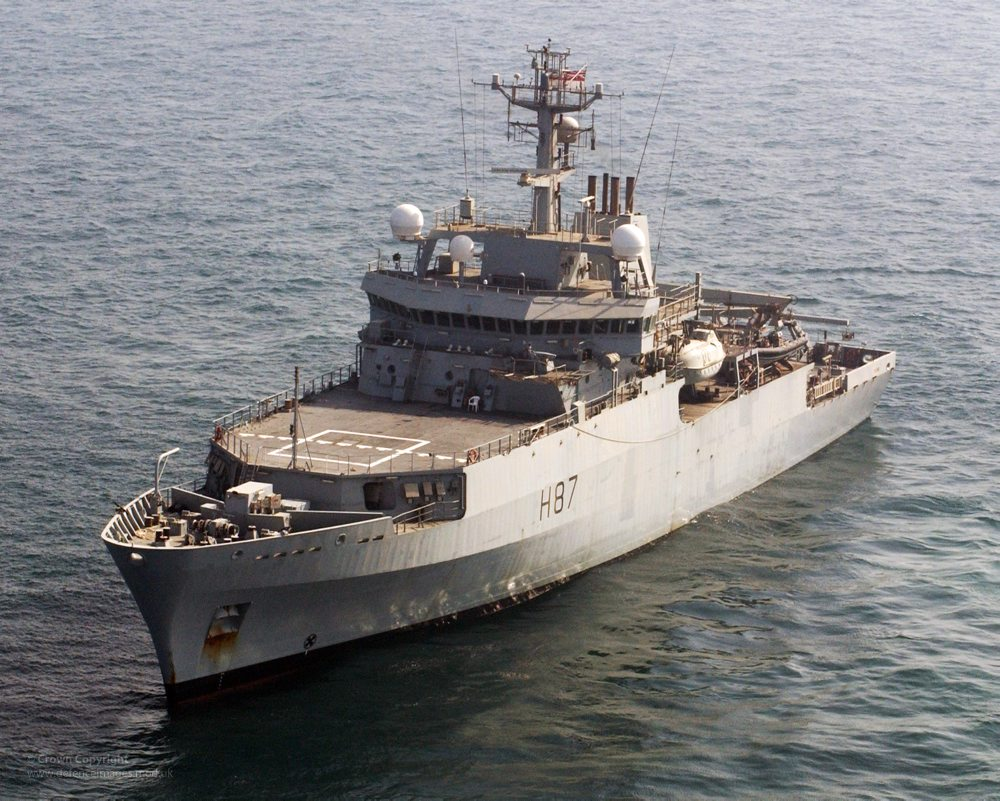
HMS Echo

- HMS Tyne (P281)
- HMS Severn (P282)
- HMS Mersey (P283)
- HMS Forth (P222)
- HMS Medway (P223)
- HMS Trent (P224)
- HMS Tamar (P233)
- HMS Spey (P234)

### Hydrographische/ozeanographischeÜberwachungsschiffe
- HMS Protector (A173)
- HMS Gleaner (H86)
- HMS Scott (H131)

#### Echo-Klasse

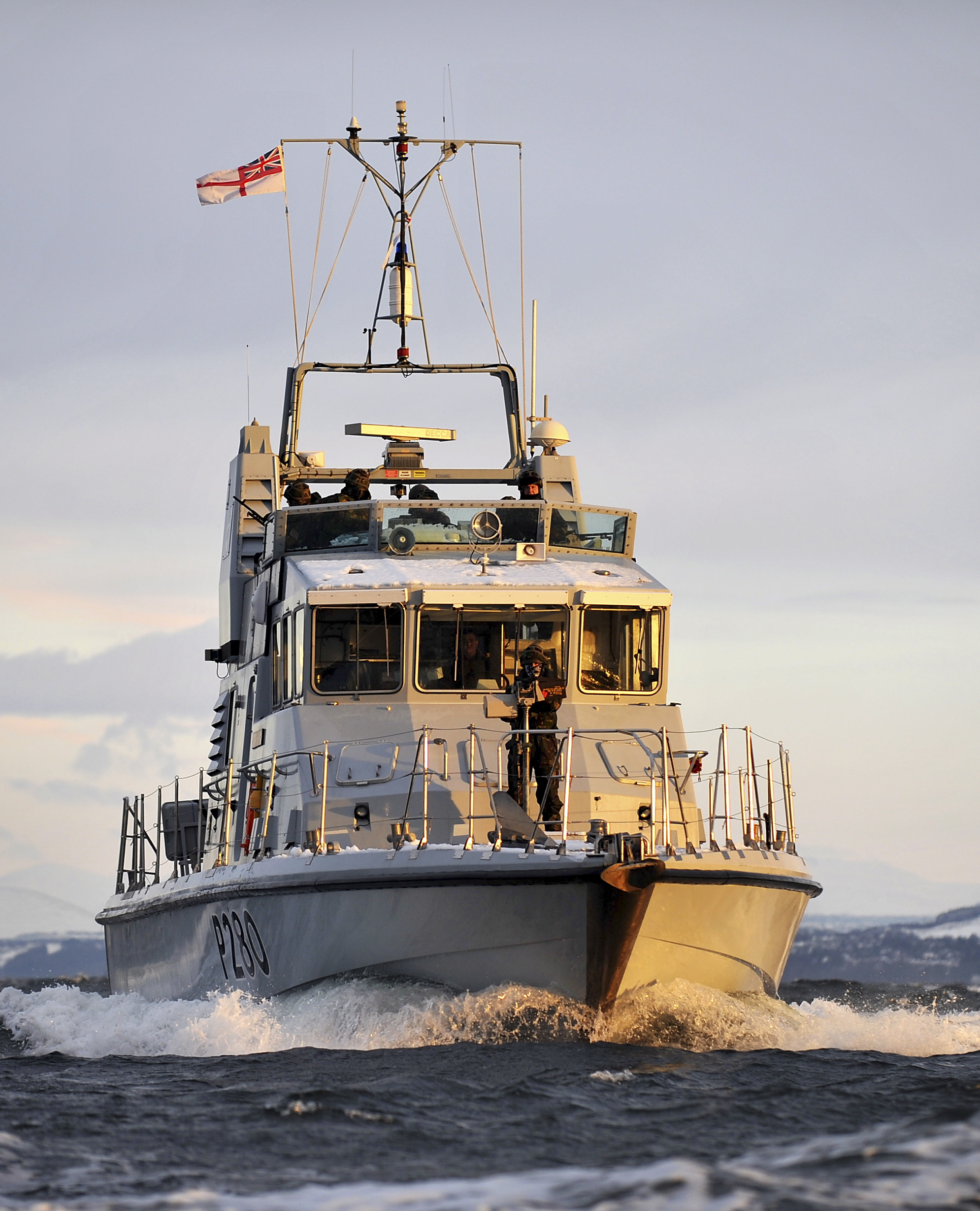
HMS Dasher

- HMS Echo (H87)
- HMS Enterprise (H88)

### Patrouillenboote

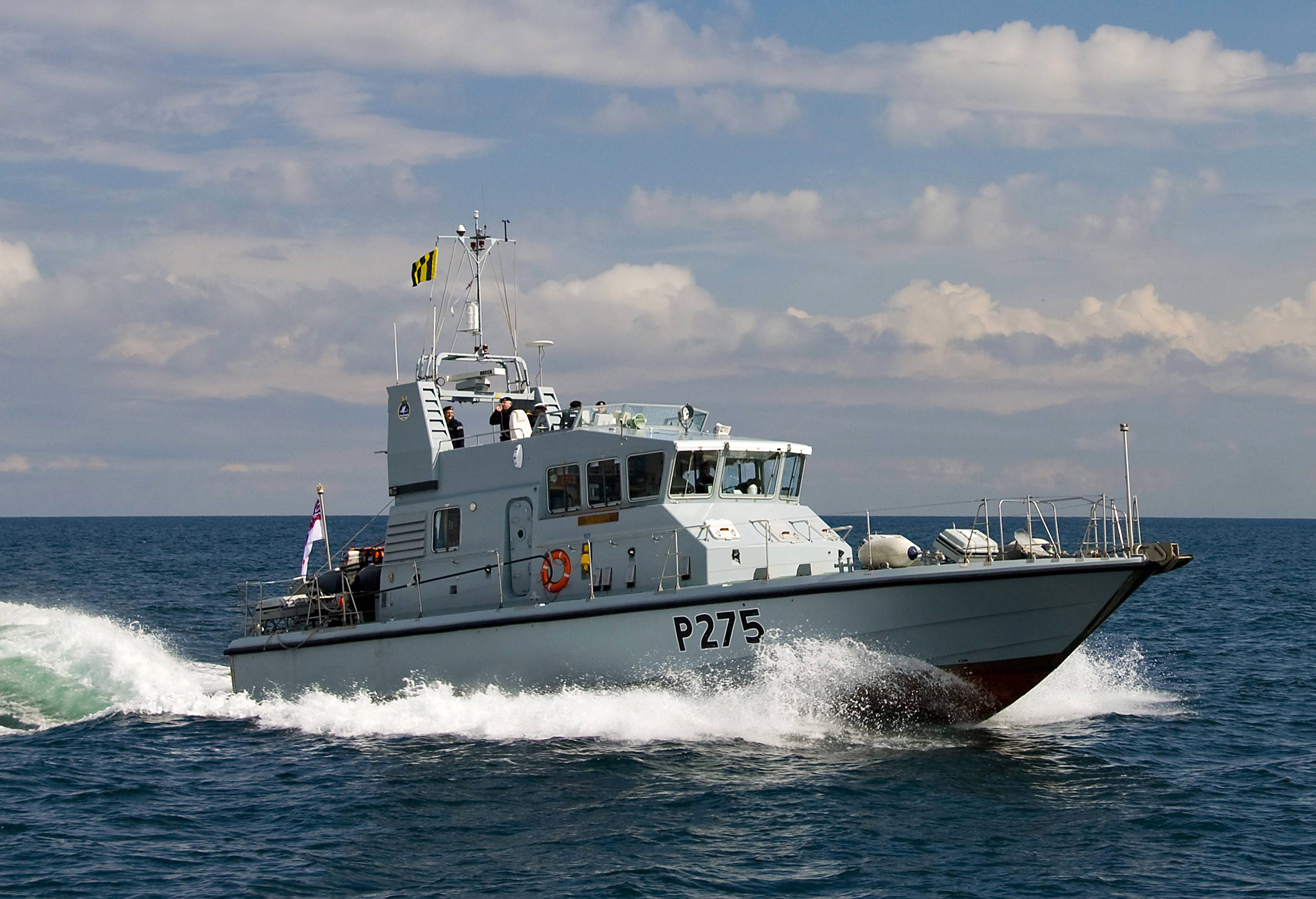
HMS Raider

#### Archer-Klasse
- HMS Archer (P264)
- HMS Biter (P270)
- HMS Smiter (P272)
- HMS Pursuer (P273)
- HMS Blazer (P279)
- HMS Dasher (P280)
- HMS Puncher (P291)
- HMS Charger (P292)
- HMS Ranger (P293)
- HMS Trumpeter (P294)
- HMS Express (P163)
- HMS Example (P165)
- HMS Explorer (P164)
- HMS Exploit (P167)
- HMS Tracker (P274)
- HMS Raider (P275)

#### Scimitar-Klasse
- HMS Scimitar (P284)
- HMS Sabre (P285)

### Minenabwehrschiffe

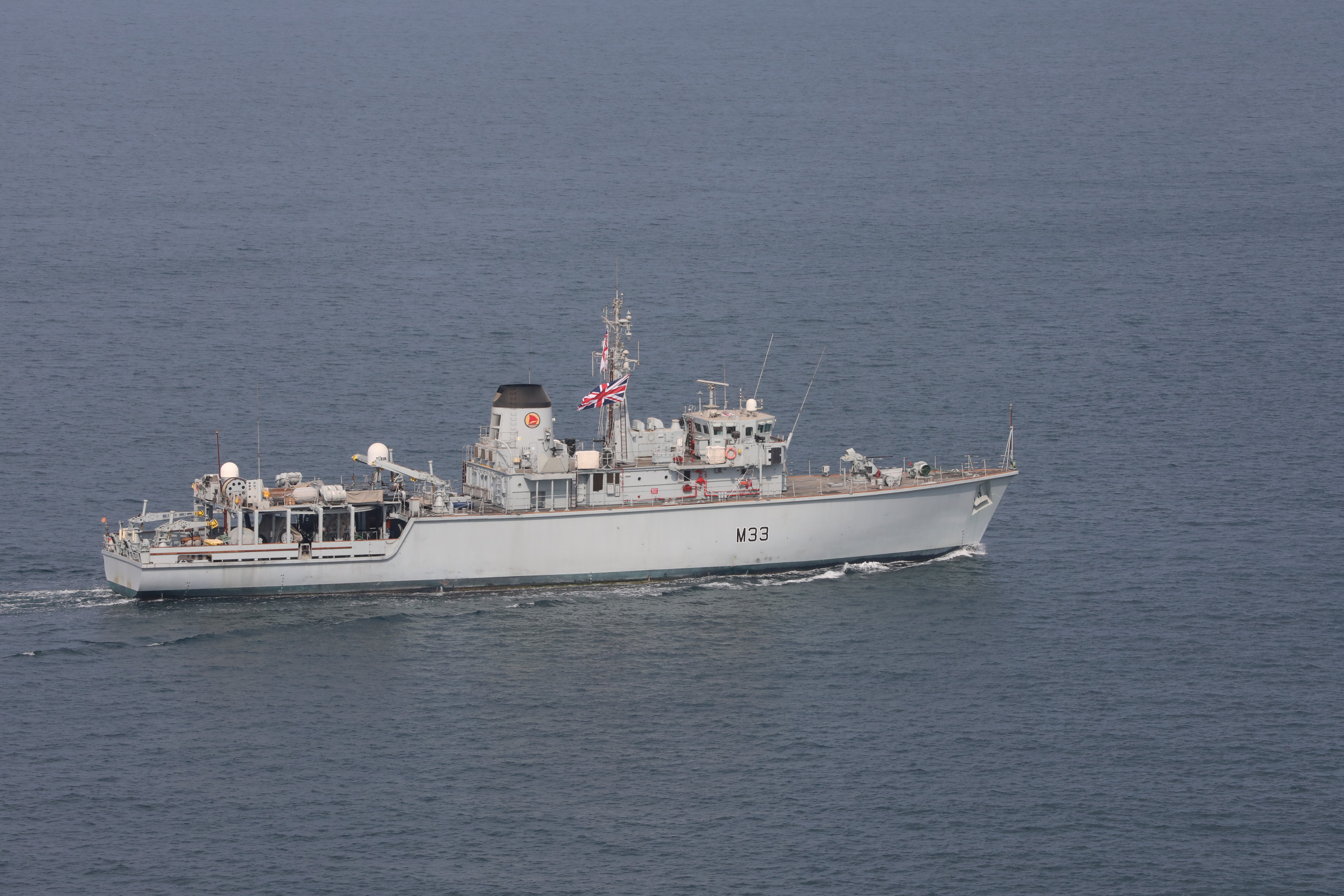
HMS Brocklesby

#### Sandown-Klasse
- HMS Penzance (M106)
- HMS Bangor (M109)

#### Hunt-Klasse

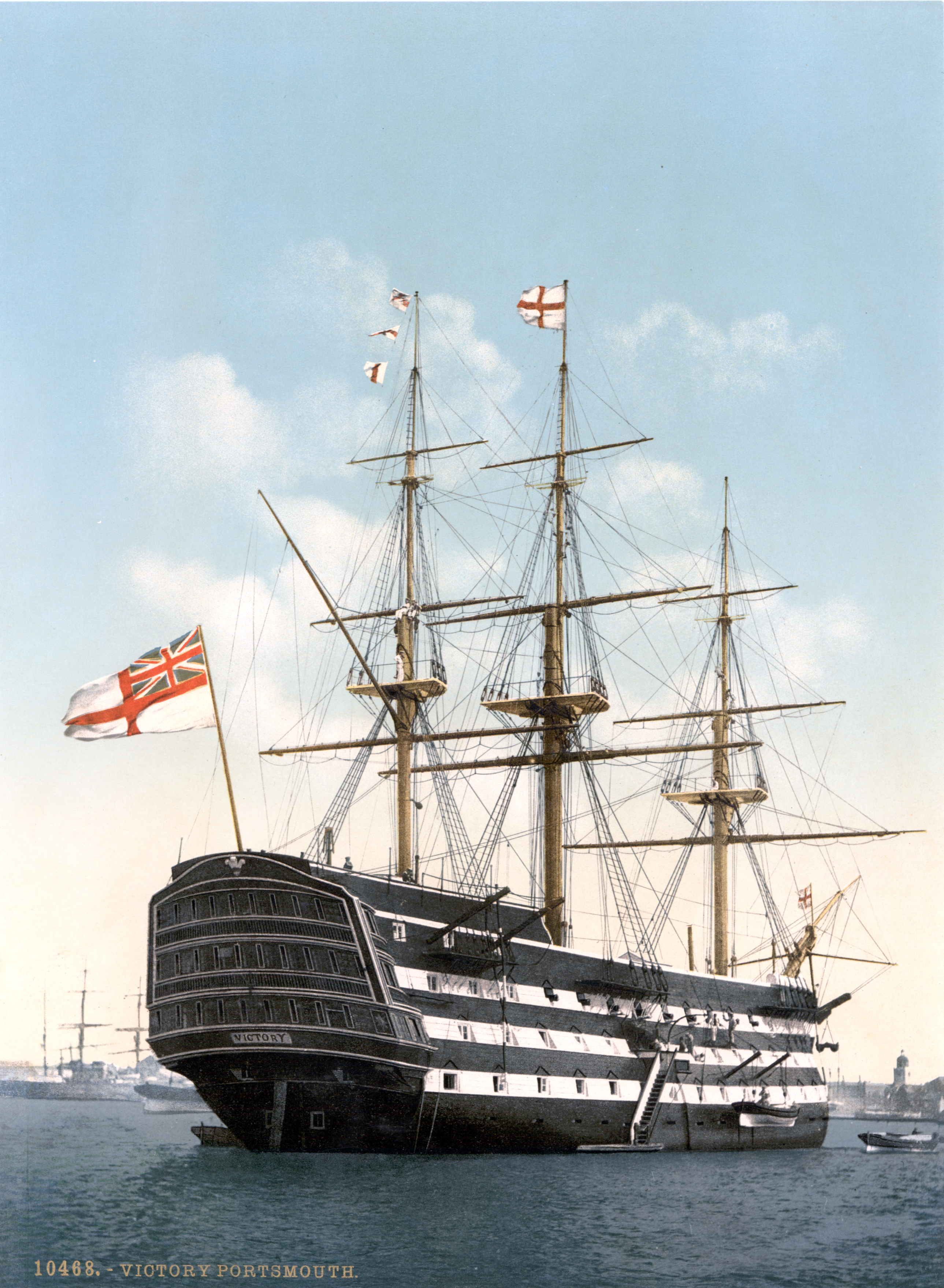
Die Victory um 1900 im Hafen von Portsmouth

- HMS Ledbury (M30)
- HMS Cattistock (M31)
- HMS Brocklesby (M33)
- HMS Middleton (M34)
- HMS Chiddingfold (M37)
- HMS Hurworth (M39)

### Museumsschiffe
- Unicorn
- Victory
- Warrior

## Royal Fleet Auxiliary Service
Die Royal Fleet Auxiliary Service (RFA) ist eine weitgehend mit Zivilisten bemannte Flotte. Eigentümer ist das Ministry of Defence. Die Hauptaufgabe dieser Flotte ist die Versorgung der Kriegsschiffe der Royal Navy während des See-Einsatzes mit Treibstoff, Lebensmitteln, Kleidung und Munition, die die Kriegsschiffe benötigen, um ihre Einsätze reibungslos durchzuführen. Ferner führt sie die fliegerische Versorgung für die Royal Navy in Kombination mit amphibischer Anlandeversorgung durch. Des Weiteren ist die unterstützende Logistik in Form von sicherem Seetransport für Einheiten der British Army und deren Ausrüstungsgegenständen eine weitere Aufgabe der RFA.

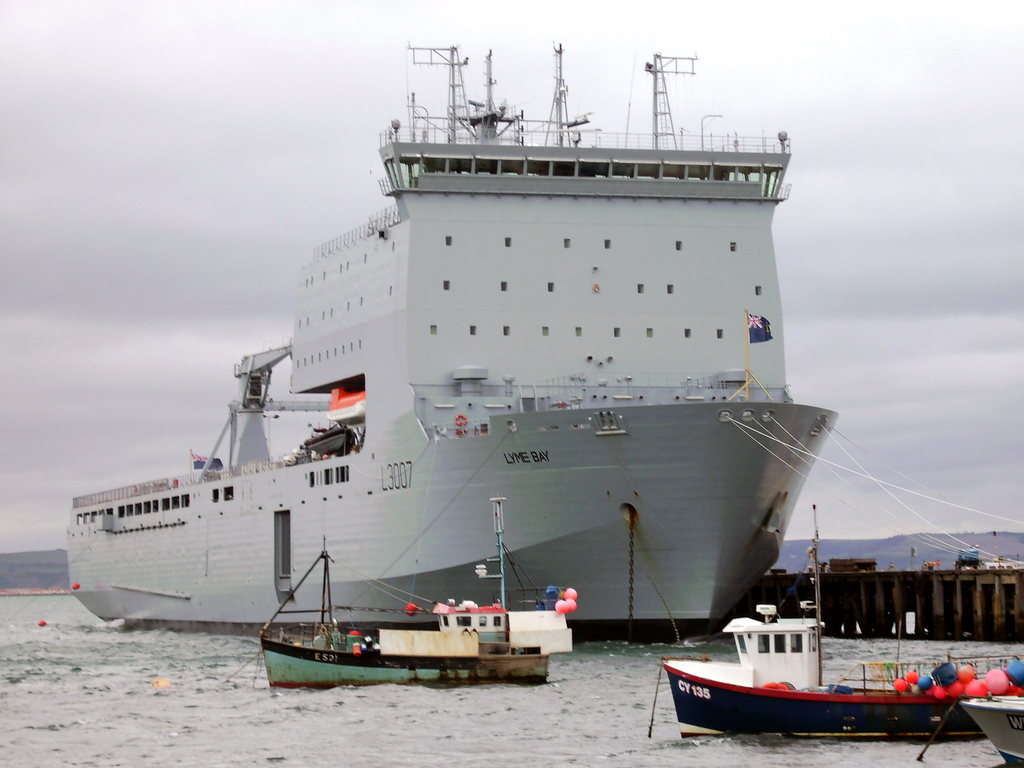
RFA Lyme Bay

### Docklandungsschiffe

#### Bay-Klasse
- RFA Lyme Bay (L3007)
- RFA Mounts Bay (L3008)
- RFA Cardigan Bay (L3009)

### Tanker

#### Wave-Klasse
- RFA Wave Knight (A389)
- RFA Wave Ruler (A390)

#### Rover-Klasse
- RFA Gold Rover (A271)

#### Tide-Klasse
- RFA Tidespring (A136)
- RFA Tiderace (A137)
- RFA Tidesurge (A138)
- RFA Tideforce (A139)

### Flotten-Versorgungsschiffe

#### Fort Rosalie-Klasse (An Ägypten verkauft)
(Quelle: )
- RFA Fort Rosalie (A385)
- RFA Fort Austin (A386)

#### Fort Victoria-Klasse
- Fort Victoria (A387)

### Flugtrainings- und Verwundeten-Erstversorgungsschiff
- RFA Argus (A135)

### RoRo-Transportschiffe

#### Point-Klasse
- Hartland Point
- Anvil Point
- Hurst Point
- Eddystone

## Royal Logistic Corps
Das 17. Regiment des Royal Logistic Corps ist die maritime Komponente der British Army und stellt dieser Schiffe und Besatzungen als Ergänzung zu den Einheiten der Royal Navy bereit.

### Logistische Landungsboote
- HMAV Arromanches (L105)
- HMAV Andalsnes (L107)
- HMAV Akyab (L109)
- HMAV Aachen (L110)
- HMAV Arezzo (L111)
- HMAV Audemer (L113)

## Royal Maritime Auxiliary Service
Der Royal Maritime Auxiliary Service (RMAS) unterstützte wie die RFA die Royal Navy, jedoch vorwiegend innerhalb der britischen Hoheitsgewässer. Die Schiffe haben zivile Besatzungen. Der RMAS wurde offiziell am 31. März 2008 aufgelöst. Die hier aufgeführten Schiffe sind daher offiziell nicht länger Bestandteil der Marine, sondern werden von dem privaten Unternehmen Serco Marine Services im Auftrag der Royal Navy eingesetzt.

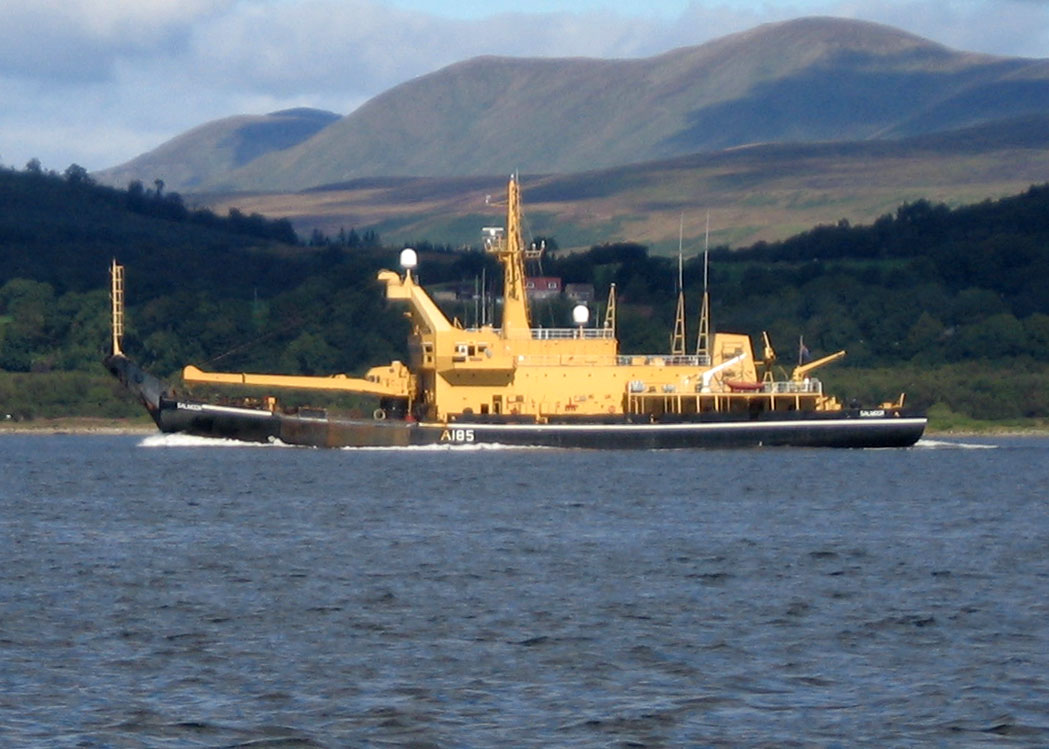
RMAS Salmoor

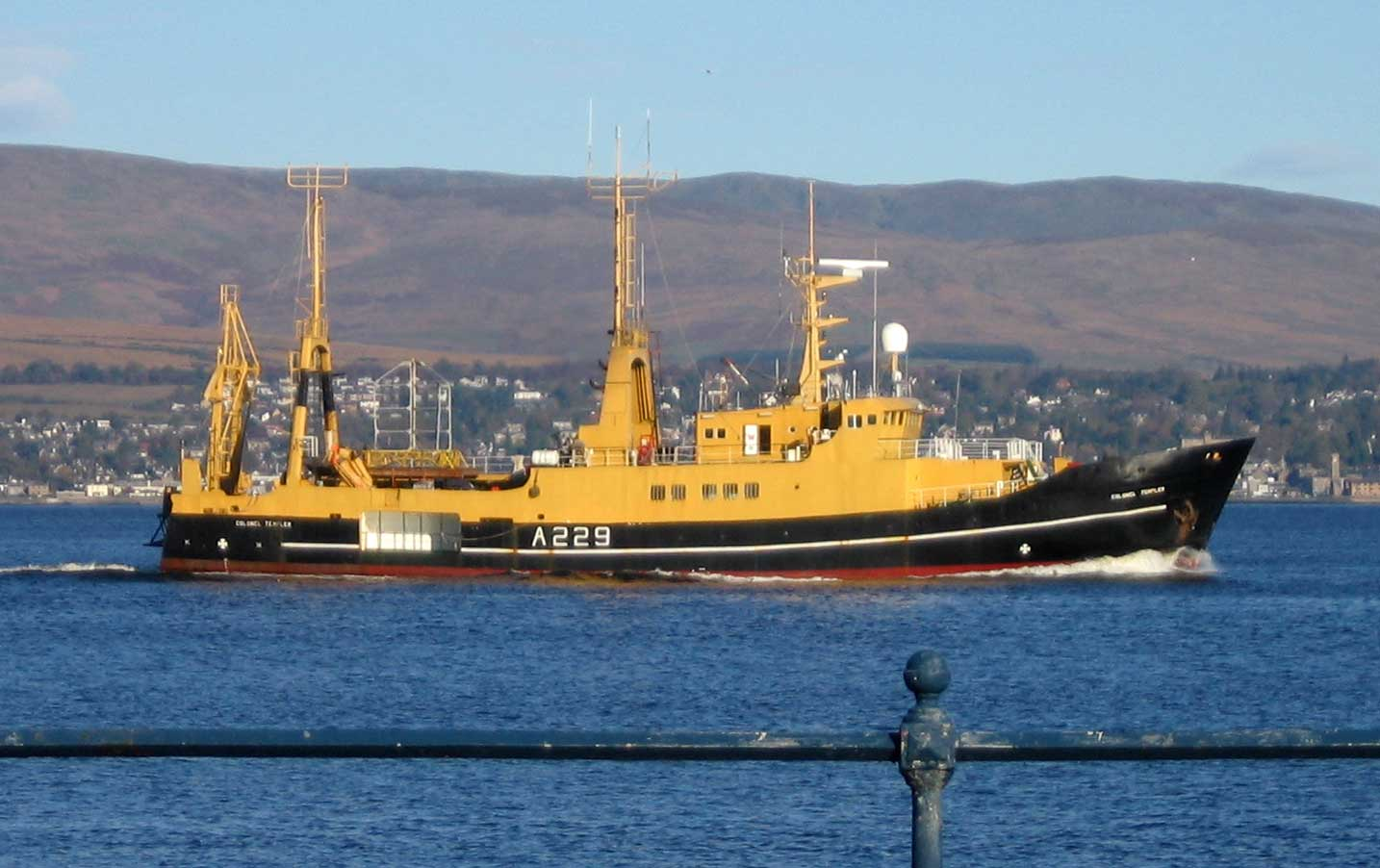
RMAS Colonel Templer

### Forschungsschiffe
- RMAS Newton (A367)
- RMAS Warden (A368)
- RMAS Salmoor (A185)
- RMAS Salmaid (A187)
- Confidante (NP 1016)

### Transportschiffe
- RMAS Oilpress (Y21)
- RMAS Colonel Templer (A229)
- RMAS Waterman (A146)

### Munitionsschiffe
- RMAS Kinterbury (A378)
- RMAS Ladybird (A253)
- RMAS Tornado (A140)
- RMAS Tormentor (A142)

### Personenfähren
- RMAS Bovisand (A191)
- RMAS Cawsand (A192)
- RMAS Newhaven (A280)
- RMAS Nutbourne (A281)
- RMAS Netly (A282)
- RMAS Padstow (A286)
- RMAS Oban (A283)
- RMAS Oronsay (A284)
- RMAS Omagh (A285)
- RMAS Adament (A232)
- RMAS Melton (A83)

### Schlepper
- RMAS Moorhen (Y32)
- RMAS Moorfowl (Y33)
- RMAS Impulse (A344)
- RMAS Impetus (A345)
- RMAS Forceful (A221)
- RMAS Nimble (A322)
- RMAS Powerful (A323)
- RMAS Adept (A224)
- RMAS Bustler (A225)
- RMAS Capable (A226)
- RMAS Careful (A227)
- RMAS Faithful (A228)
- RMAS Dexterous (A231)
- RMAS Dalmatian (A129)
- RMAS Husky (A178)
- RMAS Saluki (A182)
- RMAS Settler (A189)
- RMAS Spaniel (A201)
- RMAS Sheepdog (A250)
- RMAS Kitty (A170)
- RMAS Lesley (A172)
- RMAS Joani (A190)
- RMAS Myrtle (A199)
- RMAS Norah (A205)
- RMAS Florence (A149)
- RMAS Frances (A147)
- RMAS Genevieve (A150)
- RMAS Helen (A198)

## Zukünftige Schiffe

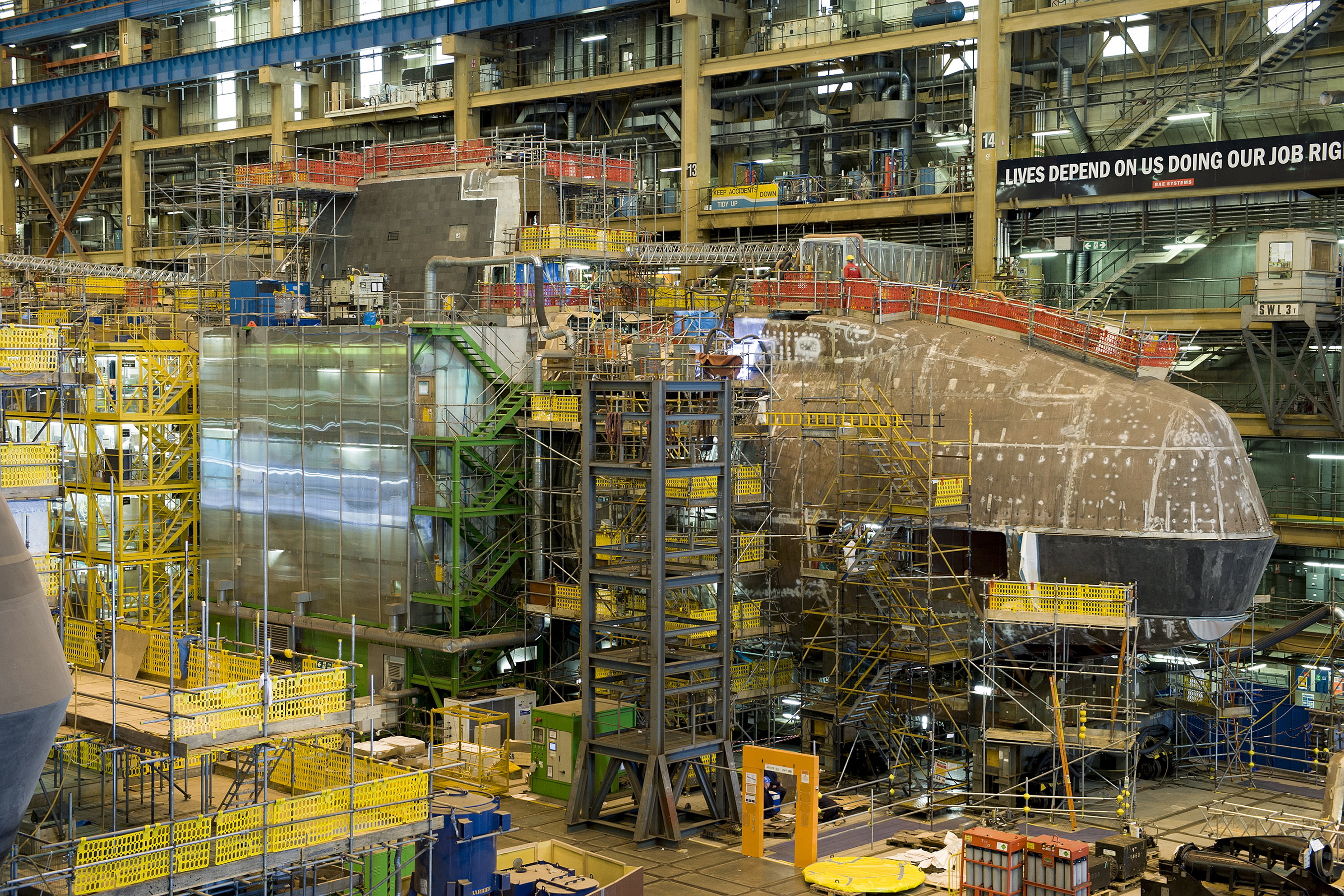
Die Audacious

### SSNAstute-Klasse(7 Boote, davon 5 bereits im Dienst)
- HMS Agamemnon (S124) (2022)
- HMS Ajax (S125) (2024)

### SSBNDreadnought-Klasse(4 Boote, 2 Einheiten im Bau)
- HMS Dreadnought
- HMS Valiant
- HMS Warspite
- HMS King George VI

### MARS Versorgungsschiffe(3 Schiffe)
- RFA ? (202?)

### Future Surface Combatant(13 Schiffe)

#### Fregatten

##### City-Klasse(Type 26) (GCS) (8 Schiffe)
- HMS Glasgow (im Bau)
- HMS Cardiff (im Bau)
- HMS Belfast (bestellt)
- HMS Birmingham (geplant)
- HMS Sheffield (geplant)
- HMS Newcastle (geplant)
- HMS Edinburgh (geplant)
- HMS London (geplant)

##### Inspiration-Klasse(Type 31) (GPFF) (5 Schiffe)
- HMS Venturer (im Bau)
- HMS Bulldog (bestellt)
- HMS Campbeltown (bestellt)
- HMS Formidable (bestellt)
- HMS Active (bestellt)